# Onzo
Onzo est une commune italienne de la province de Savone, dans la région Ligurie.

## Administration
| Période                                  | Période | Identité | Étiquette | Qualité |
| ---------------------------------------- | ------- | -------- | --------- | ------- |
|                                          |         |          |           |         |
| Les données manquantes sont à compléter. |         |          |           |         |

### Hameaux
Varavo Superiore, Varavo Inferiore, Ponterotto, Menezzo, Costa, Capitolo.

### Communes limitrophes
Aquila di Arroscia, Casanova Lerrone, Castelbianco, Nasino, Ortovero, Ranzo, Vendone.